# Anne Reimers
Anne Kerstin Reimers (* 1983) ist eine deutsche Sportwissenschaftlerin.

## Akademischer Werdegang
Reimers studierte von 2002 bis 2008 Sportwissenschaften an der Sporthochschule Köln mit dem Studienschwerpunkt im Bereich Prävention und Rehabilitation. Von 2010 bis 2013 promovierte sie an der Universität Konstanz zum Sport- und Bewegungsverhalten von Jugendlichen in Abhängigkeit von physischen Umgebungsfaktoren im Wohnumfeld. Nach zwei Jahren als wissenschaftliche Mitarbeiterin an der Universität Konstanz wurde sie 2015 wurde zur Juniorprofessur für Sportpädagogik an der Technischen Universität Chemnitz berufen. Ihre Arbeits- und Forschungsschwerpunkte lagen dort im Bereich der Aktivitätsforschung und Bewegungsförderung unter besonderem Fokus auf sozialen und räumlich materiellen Umweltfaktoren und im Bereich der Prävention von neurologischen Erkrankungen durch Bewegung und Sport. 2019 wurde sie als Professorin und Lehrstuhlinhaberin für Sportwissenschaft mit der Ausrichtung Gesundheitsförderung/Public Health/Sozialwissenschaften des Sports an das Department für Sportwissenschaft und Sport der Friedrich-Alexander-Universität in Erlangen-Nürnberg berufen.
2022 wurde sie zusammen mit Bettina Wollesen zur geschäftsführenden Herausgeberin („Editors-in-Chief“) der Zeitschrift German Journal of Exercise and Sport Research (ehemals Sportwissenschaft) berufen.

## Sportliche Karriere
Reimers spielte lange Jahre Kanupolo in der Bundesliga. Zu Diskussionen kam es 2005 als Spielerinnen des Göttinger Kanu-Clubs sich weigerten, im Finale der  Deutschen Meisterschaft gegen den WSF Liblar anzutreten, in dessen Aufgebot Anne Reimers als im siebten Monat Schwangere stand. Sie entschloss sich zu einem Verzicht. Der Deutsche Kanu-Verband schloss deshalb Schwangere vom Kanu-Polo aus.
Auch international spielte sie für den Deutschen Kanu-Verband und wurde im Jahr 2000 bei der Weltmeisterschaft in Brasilien und 2002 bei der Weltmeisterschaft in Essen Weltmeisterin im Kanupolo. Während ihrer Schwangerschaft arbeitete sie auch als Bundestrainerin für den Deutschen Kanu-Verband.

## Familie
Reimers ist verheiratet und ist Mutter von fünf Kindern.